# Сила (карта таро)

## Описание
Дизайнът е почти еднакъв в почти всички колоди таро. Ключовите елементи са жената и лъва над когото се е надвесила. В много от картите, включително тестето на Райдър-Уейт-Смит, жената затваря челюстите на лъва. Понякога над главата ѝ е знака за безкрайност. В някои колоди жената е възседнала лъва, в други го докосва с една ръка. В други карти присъства само единия герой; често има и цветя.
Според Идън Грей лемниската над жената символизира просветление и духовна мощ, а лъвът – животинските страсти и земни желания. 

## Тълкувание
Според книгата на Артър Едуард Уейт от 1910 г. „Картинен ключ към Таро“, Сила носи следните пророчески значения: 
8. СИЛА. – Сила, енергия, действие, кураж, великодушие; също пълен успех и почести. Обърната: Деспотизъм, злоупотреба с власт, слабост, раздор, понякога и позор.